# کاکتوس اسب‌انداز
کاکتوس اسب‌انداز (نام علمی: Echinocactus horizonthalonius) نام یک گونه از سرده کاکتوس‌های جوجه‌تیغی است.